# Vlag van Florida (Uruguay)

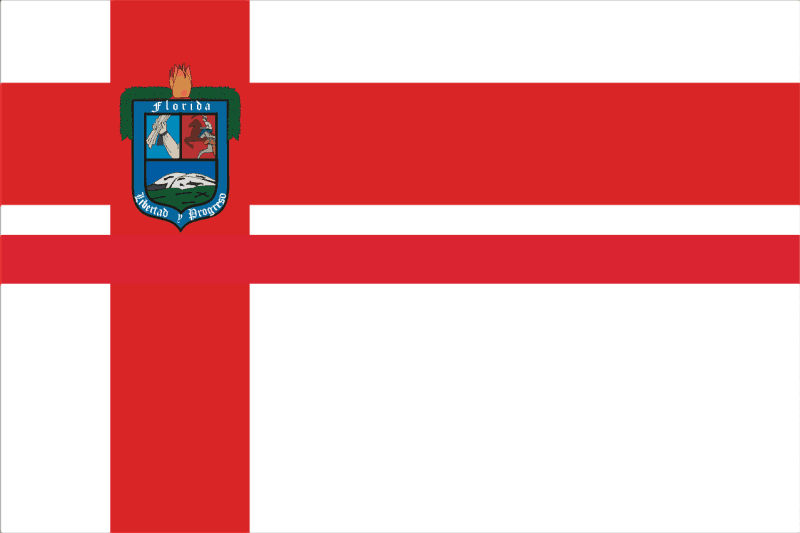
Vlag van Florida (ratio 2:3)

De vlag van Florida, Uruguay, heeft een witte achtergrond met daarop twee horizontale en één verticale rode baan. Op de plaats waar de bovenste horizontale baan de verticale baan kruist, staat het wapen van Florida.
Het wit symboliseert zuiverheid, vrijheid en integriteit, het rood staat voor kracht en de rechte lijnen symboliseren standvastigheid.
De hoogte van de bovenste horizontale baan is gelijk aan een kwart van de hoogte van de vlag; de hoogte van de andere horizontale baan komt overeen met 1/20 van de hoogte. De afstand tussen de bovenkant van de vlag en de bovenste rode baan is 1/8 van de hoogte van de vlag. De afstand tussen beide rode horizontale banen is 1/40 van de hoogte van de vlag. De verticale baan is gelijk aan de bovenste horizontale, maar dan verticaal geplaatst. Deze baan bevindt zich op 1/8 van de breedte (lengte) van de vlag.
De vlag werd ontworpen door Maria E. Echeverria Duro en officieel aangenomen op 6 september 1990.